# Joos Valgaeren
Joos Valgaeren' (Leuven, 3 de março de 1976) é um futebolista da Bélgica que jogou na posição de defesa.

## Carreira nos clubes
Nascido e criado em Leuven, Joos Valgaeren começou sua carreira no time amador Serskamp, em sua cidade natal. Em seguida, transferiu-se para o K.F.C. Verbroedering Geel, onde se provou ser um zagueiro forte e consistente, além de um lateral completo na equipe juvenil do clube. Depois de alguns anos no Geel, ele foi para o KV Mechelen, da Eerste Klasse, em 1994. Aos 21 anos, Valgaeren se transferiu para o Roda JC, da Eredivisie holandesa, onde entrou para o time principal em sua segunda temporada. Suas competentes atuações pelo Roda JC lhe renderam uma convocação para a seleção belga pelo técnico Georges Leekens no final de 1997. Depois de um longo período afastado por causa de uma lesão no ligamento cruzado do joelho, Valgaeren teve uma temporada excepcional no Roda, ganhando sua primeira grande honra em 21 de maio de 2000, quando o Roda derrotou o NEC por 2 a 0 na final da Copa da Holanda de 2000. Antes de deixar o clube, a mídia o relacionou com transferências de grandes quantias para o Ajax e o Bayern de Munique.
Em 2000, o técnico do Celtic, Martin O'Neill, contratou Valgaeren do Roda JC por um valor não revelado, que se diz ter sido de cerca de £4,8 milhões. Ele foi um sucesso instantâneo no Celtic e ajudou o clube a conquistar o triplo do Campeonato Holandês em sua primeira temporada em Glasgow. Durante os três primeiros anos de O'Neill no Celtic, Valgaeren foi a primeira opção em uma defesa de três zagueiros composta por ele, Johan Mjällby e Bobo Baldé. Ele jogou regularmente na Europa, marcando um gol na vitória por 4 a 3 no Celtic Park contra a Juventus na campanha da Liga dos Campeões de 2001/02, e fez parte da equipe do Celtic que chegou à final da Copa da UEFA de 2003. No entanto, Valgaren teve problemas com lesões em seus últimos anos no Celtic e não jogou com regularidade. Quando Gordon Strachan assumiu o cargo de técnico do Celtic no verão de 2005, ele foi liberado em uma transferência gratuita após cinco anos no clube, no qual disputou mais de 100 partidas. Sua última aparição pelo clube foi na final da Copa da Escócia de 2005.
Em junho de 2005, Valgaeren retornou à Bélgica para assinar com o Club Brugge em uma transferência gratuita do Celtic. Em 26 de maio de 2007, Valgaeren jogou na equipe do Brugge que derrotou o Standard Liège por 1 a 0 e venceu a Copa da Bélgica. Ele disputou mais de 35 partidas pelo Club Brugge. Em 2008, ele assinou um contrato de dois anos com o FC Emmen para as temporadas 2008-09 e 2009-10, com opção de mais um ano. Ele teve muitos problemas com lesões e, durante a temporada 2009-10, parou de jogar futebol profissional em novembro de 2009.
Em 8 de setembro de 2013, Valgaeren atuou pelo "Celtic XI" durante o jogo beneficente de Stiliyan Petrov organizado pelo Celtic FC.